# 臨沂大学
臨沂大学は中華人民共和国山東省臨沂市蘭山区にある公立大学。1941年に創立、師範学院として発展し、2010年に総合大学昇格、改名。文理工農など幅広い専攻を設置、大学院を持つ。広大なキャンパスを抱えている。

## 参考
1. ↑  “学校概况”. www.lyu.edu.cn. 2020年10月21日時点のオリジナルよりアーカイブ。2018年7月6日閲覧。
2. ↑  “臨沂大学 | 中国の主要大学 | SciencePortal China”. spc.jst.go.jp. 2025年4月26日閲覧。
3. ↑  “臨沂の教育資源：優れた大学と研修機関を訪ねて – ALA!中国”. alachugoku.com. 2025年4月26日閲覧。